# Battaglia di Kars (1745)
La battaglia di Kars (19 agosto 1745) fu l'ultimo combattimento di peso della guerra ottomano-persiana. La battaglia portò alla completa distruzione dell'armata ottomana e fu inoltre l'ultimo grande trionfo militare di Nadir Shah. La battaglia fu difatti combattuta in un periodo di dieci giorni nei quali il primo gli ottomani furono già estromessi dal campo di battaglia e si proseguì in una serie di inseguimenti e bloccaggi che portarono alla distruzione definitiva degli ottomani. La durezza della sconfitta, unitamente alla sconfitta di Mossul, pose fine alle speranze di Istanbul di guadagnarsi la vittoria finale sui persiani e quindi le loro posizioni diplomatiche divennero più deboli.

## Le armate ottomane marciano ad est
Durante l'ultima spedizione punitiva nel Dagestan, l'esercito persiano si mosse a sud dopo aver devastato la regione e molti insediamenti vennero razziati insieme ai loro abitanti che vennero passati a fil di spada. Il 14 giugno 1745 Nadir tornò a Derbent rimanendovi per mesi prima di spostarsi ulteriormente a sud. Nadir divenne estremamente malato e dovette essere trasportato su una lettiga prima che l'esercito si fermasse a Erevan.
I medici di corte si preoccuparono di riportare in salute lo scià. Nadir Shah venne informato che due grandi armate ottomane erano state avvistate ad est dei suoi confini. Uno era diretto a Kars e l'altro a Mossul. Nadir Shah immediatamente si pose sull'offensiva e divise in due le sue forze. Nassrollah Mirza, figlio di Nadir Shah, ottenne il comando di un contingente dell'esercito con l'obbiettivo di sconfiggere gli ottomani a Mossul e Nadir in persona si occupò di quelli di Kars.

## La battaglia
L'esercito di Nadir marciò ad ovest passando Yerevan dove gli pervenne notizia della partenza dell'esercito ottomano da Kars al comando di Yegen Mohammad Pasha. Nadir continuò ad ovest e si accampò su una collina presso Yeghevārd. Questa era la stessa collina dove Nadir si era accampato circa 10 anni prima quando aveva battuto gli ottomani nella Battaglia di Yeghevārd. Yegen Pasha sino a 10-12 chilometri dall'armata persiana ed ordinò ai suoi uomini di costruire delle fortificazioni estese attorno al loro accampamento.

### Il primo giorno di battaglia
Il 9 agosto gli ottomani spiegarono 40 000 giannizzeri e 100 000 cavalieri sipahi alla "maniera europea" con colonne di fanteria al centro, batterie d'artiglieria tra le colonne e la cavalleria ai lati. Nadir ordinò agli jazāyerchi di avanzare contro il centro dell'esercito nemico e dopo aver sparato e lanciato una carica di cavalleria.
La cavalleria ottomana si trovò a confrontarsi contro la controparte più preparata persiana. A differenza di altre battaglie che Nadir aveva combattuto nel corso della propria carriera, comandò la battaglia di Kars dal suo accampamento tramite dei messaggeri che andavano e venivano dal campo di battaglia. Nel pomeriggio, i consiglieri di Nadir riportarono la notizia dal campo di battaglia che non vi sarebbe stata una conclusione. Nadir decise di indossare la sua armatura e di montare a cavallo.
Nadir guidava una forza di 40 000 cavalieri d'élite degli Savaran-e Sepah-e Khorasan che aveva tenuto di riserva e li scagliò contro il fianco dell'esercito ottomano. La ferocia del combattimento fu tale che due cavalli vennero uccisi sotto la sella di Nadir, ma l'esercito ottomano non poté avere un impatto sostanziale sul nemico. Un contingente di truppe anatoliche dell'Asia minore (15 000 uomini in tutto), fuggì dal campo lasciando il resto dell'armata ottomana a ritirarsi tra caos e confusione. I persiani si diedero all'inseguimento e poi tornarono al loro accampamento.

### L'accerchiamento degli ottomani
Il giorno successivo Nadir inviò una forza di fowj (un'unità equivalente approssimativamente ad un reggimento europeo) a tagliare le linee logistiche dell'esercito ottomano verso Kars. L'esercito persiano iniziò a circondare l'accampamento dei turchi. Seguirono una serie di schermaglie ma tutti i tentativi dei turchi di rompere l'accerchiamento nemico fallirono. Yegen Pasha tentò di rimediare impiegando i propri cannoni. L'artiglieria persiana venne impiegata come controbatteria e batté quella ottomana per la migliore accuratezza del proprio fuoco. Molti pezzi d'artiglieria di Yegen Pasha vennero ridotti in pezzi. Questo evento demoralizzò le truppe ottomane che si sentirono intrappolate all'interno delle mura del loro accampamento dove si giunse anche all'ammutinamento. Una serie di disertori si recò nell'accampamento persiano portando la notizia dei tumulti tra i turchi. Con l'oscurità della notte, in silenzio, gli ottomani abbandonarono le loro fortificazioni e marciarono ad ovest, ma l'esercito persiano immediatamente li accerchiò nuovamente.

Il 19 agosto a Nadir venne portata una lettera con la notizia del risultato della battaglia di Mossul. Nassrollah Mirza aveva schiacciato l'esercito ottomano inviato nell'Eyalet di Mossul e chiese allo scià il permesso di avanzare più in profondità nella Mesopotamia ottomana. Nadir Shah ordinò invece con una sua lettera di portargli Yeğen Mehmed Pascià di modo da convincersi dell'inutilità di un'ulteriore resistenza. Ad ogni modo, dal momento che gli emissari ottomani entrati nell'accampamento trovarono gli ottomani in pieno ammutinamento, ciò si rese vano. Essi trovarono anche Yeğen Mehmed Pascià morto, non si sa se suicidato o ucciso nel corso di questi ammutinamenti. Gli ottomani si allontanarono disperati tra il grido "oh popolo di Maometto, vai, vai!" della cavalleria persiana. 

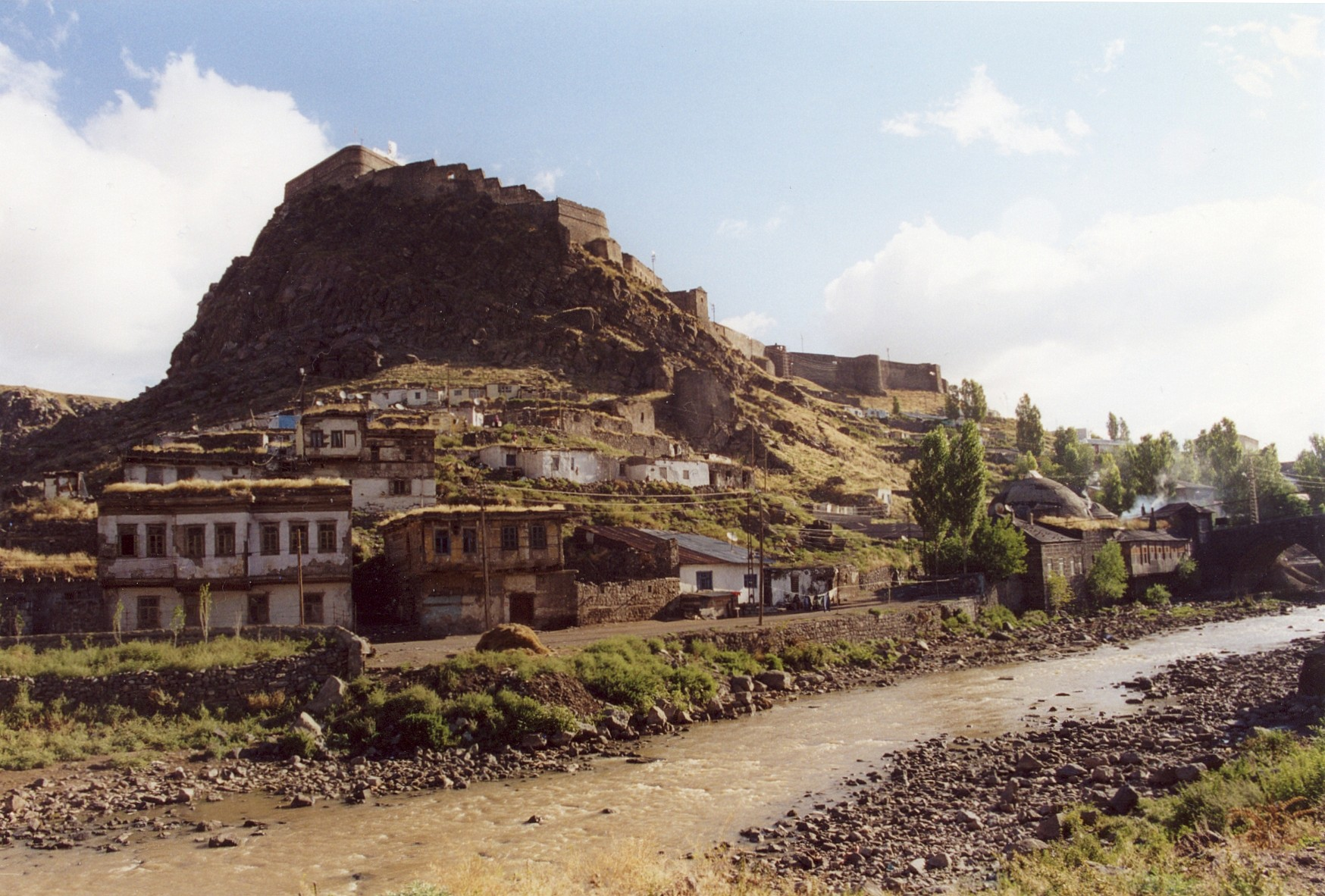
La cittadella di Kars. Nadir permise a tutti i soldati catturati e feriti ottomani di ritornare a Kars per usufruire di cure adeguate.

### Perdite
Il terribile destino dell'armata ottomana pose fine alle speranze di una vittoria militare per Istanbul. Il gran numero dei morti e dei feriti in ambo le parti era stato sinonimo della durezza della battaglia così come del coraggio e della qualità della formazione di entrambi gli eserciti. 8000 morti furono i caduti dell'esercito persiano nel primo giorno di battaglia.
Si stima che in totale nella battaglia rimasero coinvolti tra i 28 000 ed i 50 000 uomini, di cui per parte ottomana 12 000 morti, 18 000 feriti e 5000 prigionieri. Nadir permise a tutti i soldati catturati e feriti ottomani di ritornare a Kars per usufruire di cure adeguate.